# Stuart Lancaster

a Compétitions nationales et continentales officielles uniquement.

b Matchs officiels uniquement.
Dernière mise à jour le 15 avril 2023.
Stuart Lancaster, né le 9 octobre 1969 à Penrith (Angleterre), est un joueur de rugby à XV évoluant au poste de troisième ligne aile devenu entraîneur ensuite. Il prend la direction de l'équipe d'Angleterre lors du Tournoi des Six Nations 2012.
Son fils, Dan Lancaster, est également un joueur professionnel de rugby à XV.

## Biographie

### Jeunesse et formation
Stuart Lancaster naît le 9 octobre 1969 à Penrith, dans le Cumberland. Il grandit dans le village de Culgaith, où il est scolarisé à l'école St. Bees. Il commence à jouer au rugby dans cette école. Il débute en première ligne en tant que talonneur, mais à l'âge de 15 ans, il est repositionné au poste de troisième ligne aile, où il est très bon. Après avoir quitté l'école en 1988, Lancaster se rend au Carnegie College de Leeds pour suivre une formation de professeur d'éducation physique, tout en poursuivant sa carrière de rugbyman au Wakefield RFC. Après avoir obtenu son diplôme en 1991, il commence à enseigner à la Kettlethorpe High School.

### Carrière de joueur
En 1991, Stuart Lancaster commence sa carrière au Headingley RFC. Lorsque Headingley fusionne avec le Roundhay RUFC, il joue pour l'équipe nouvellement formée, le Leeds RFU, où il évolue jusqu'à la fin de sa carrière,.
En parallèle de sa carrière de joueur à Leeds, Lancaster était professeur d'EPS au lycée Kettlethorpe High School de Wakefield.
Éligible à la sélection écossaise par l'intermédiaire de sa mère née à Dumfries, il représente les sélections des moins de 19 ans et des moins de 21 ans. Ses coéquipiers à cette époque comprennent les futurs internationaux Doddie Weir et Graham Shiel.
Lancaster est contraint d'arrêter le rugby à l'âge de 30 ans. Un adolescent, Tom Palmer, qui jouera plus tard sous ses ordres en équipe nationale, frappe un sac de matériel tenu par Lancaster, arrachant complètement son ischio-jambier de l'os.

### Carrière d'entraîneur

#### Leeds
Après avoir pris sa retraite en 2000, Stuart Lancaster dirige le centre de formation de Leeds pendant cinq ans à partir de 2001. En 2006, il est nommé manager de l'équipe de Leeds Carnegie et remplace Phil Davies. Dès sa première saison à la tête du club, il mène l'équipe à la victoire dans le Championnat d'Angleterre de 2e division. Cependant, le club ne parvient pas à se maintenir en première division la saison suivante.

#### Equipe d'Angleterre
En juin 2008, Stuart Lancaster rejoint la fédération anglaise comme responsable de la formation et du développement des joueurs de haut niveau. Le 8 décembre 2011, Lancaster est nommé entraîneur par intérim du XV de la rose pour le Tournoi des Six Nations pour succéder à Martin Johnson démissionnaire après une coupe du monde 2011 ratée. Il est assisté des entraîneurs Graham Rowntree et Andy Farrell. Après un Tournoi réussi où l'équipe d'Angleterre termine deuxième en remportant ses trois matchs à l'extérieur, il est confirmé au poste d'entraîneur.
Lancaster manque l'objectif principal de son mandat, la Coupe du monde disputée pourtant en Angleterre. Placée dans la « poule de la mort » en compagnie des Fidji, du pays de Galles et de l'Australie, l'Angleterre est éliminée dès le premier tour, une première  pour une nation organisatrice, après deux défaites contre les Gallois (25-28) et les Australiens (13-33). Le 11 novembre 2015, Lancaster annonce sa démission.

#### Leinster
En septembre 2016, il intègre le staff du Leinster, dirigé par Leo Cullen, pour la saison 2016-2017.
Au Leinster, il remporte le Pro 14 pendant quatre années consécutives (2018 à 2021).
Il remporte également la coupe d'Europe en 2018, et atteint la finale en 2019, 2022 et 2023.

#### Racing 92
Le 26 septembre 2022, Jacky Lorenzetti confirme l'arrivée pour la saison suivante de Stuart Lancaster au poste de directeur du rugby du Racing 92, en remplacement de Laurent Travers. Il prend ses fonctions le 1er juillet 2023 et s'est engagé pour quatre saisons. Il quitte son poste le 1er février 2025 après une série de mauvais résultats du club. Il est remplacé par Patrice Collazo.

## Statistiques

### Bilan en club
| Saison      | Club           | Division                  | Poste              | Classement                           | Coupe d'Europe                 | Challenge européen         |
| ----------- | -------------- | ------------------------- | ------------------ | ------------------------------------ | ------------------------------ | -------------------------- |
| 2006 - 2007 | Leeds Carnegie | National Division One     | Entraîneur         | Champion d'Angleterre de 2e division | -                              | -                          |
| 2007 - 2008 | Leeds Carnegie | Guinness Premiership      | Entraîneur         | 12e, relégation                      | -                              | Éliminé en quart-de-finale |
| 2016 - 2017 | Leinster       | Pro12                     | Entraîneur adjoint | Éliminé en demi-finale               | Éliminé en demi-finale         | -                          |
| 2017 - 2018 | Leinster       | Pro14                     | Entraîneur adjoint | Vainqueur du Pro14                   | Champion d'Europe              | -                          |
| 2018 - 2019 | Leinster       | Pro14                     | Entraîneur adjoint | Vainqueur du Pro14                   | Défaite en finale              | -                          |
| 2019 - 2020 | Leinster       | Pro14                     | Entraîneur adjoint | Vainqueur du Pro14                   | Éliminé en quart-de-finale     | -                          |
| 2020 - 2021 | Leinster       | Pro14                     | Entraîneur adjoint | Vainqueur du Pro14                   | Éliminé en demi-finale         | -                          |
| 2021 - 2022 | Leinster       | United Rugby Championship | Entraîneur adjoint | Éliminé en demi-finale               | Défaite en finale              | -                          |
| 2022 - 2023 | Leinster       | United Rugby Championship | Entraîneur adjoint | Éliminé en demi-finale               | Défaite en finale              | -                          |
| 2023 - 2024 | Racing 92      | Top 14                    | Manager            | 6e, éliminé en barrages              | Éliminé en huitièmes de finale | -                          |

### Bilan en tant que sélectionneur
| Année | Sélection  | Tournoi     | Poste         | Classement World Rugby à la fin de l'année | Tournoi | Coupe du monde   |
| ----- | ---------- | ----------- | ------------- | ------------------------------------------ | ------- | ---------------- |
| 2012  | Angleterre | Six Nations | Sélectionneur | 5e                                         | 2e      | -                |
| 2013  | Angleterre | Six Nations | Sélectionneur | 4e                                         | 2e      | -                |
| 2014  | Angleterre | Six Nations | Sélectionneur | 4e                                         | 2e      | -                |
| 2015  | Angleterre | Six Nations | Sélectionneur | 8e                                         | 2e      | 3e de la Poule A |

## Palmarès

### En club
- Leeds Carnegie
  - Vainqueur du Championnat d'Angleterre de 2e division en 2007

- Leinster
  - Vainqueur de la Coupe d'Europe en 2018
  - Vainqueur du Pro14 en 2018, 2019, 2020 et 2021

### En tant que sélectionneur
- Angleterre
  - Vainqueur de la Triple couronne en 2014
  - Vainqueur de la Calcutta Cup en 2012, 2013, 2014 et 2015
  - Vainqueur du Millennium Trophy en 2012, 2013 et 2014
  - Vainqueur du Trophée Eurostar en 2012, 2013 et 2015